# Triple saut féminin aux Jeux olympiques d'été de 2024
Pour des articles plus généraux, voir Athlétisme aux Jeux olympiques d'été de 2024 et Triple saut aux Jeux olympiques.
Navigation
Tokyo 2020 Los Angeles 2028
L'épreuve du triple saut féminin aux Jeux olympiques de 2024 se déroule les 2 et 3 août 2024 au Stade de France au nord de Paris, en France.

## Records
Avant cette compétition, les records dans cette discipline étaient les suivants :
| Record du monde  | Yulimar Rojas (VEN) | 15,74 m | Belgrade | 20 mars 2022  |
| Record olympique | Yulimar Rojas (VEN) | 15,67 m | Tokyo    | 1er août 2021 |

## Programme
| Date            | Horaire | Manche         |
| --------------- | ------- | -------------- |
| Vendredi 2 août | 17 h 40 | Qualifications |
| Samedi 3 août   | 19 h 00 | Finale         |

## Résultats
Légende
- o : essai réussi
- x : essai manqué
- - : impasse

### Finale

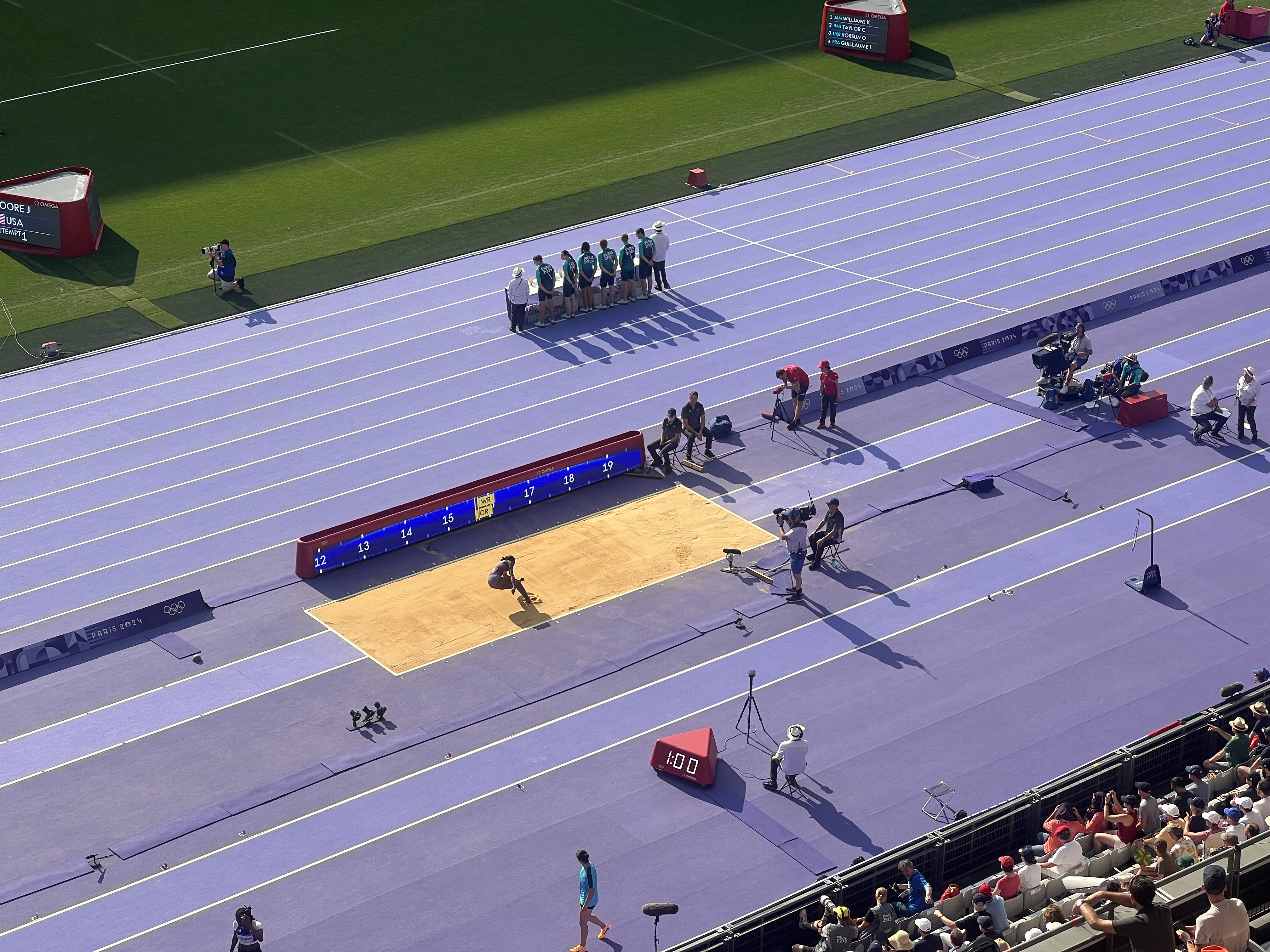
Jasmine Moore en plein saut.

A l'issue des 3 essais, les huit meilleures sauteuses bénéficient de 3 essais supplémentaires.
| Rang                                | Athlète                | Pays       | Essais  | Essais  | Essais  | Essais  | Essais  | Essais  | Marque  | Notes |
| Rang                                | Athlète                | Pays       | 1       | 2       | 3       | 4       | 5       | 6       | Marque  | Notes |
| ----------------------------------- | ---------------------- | ---------- | ------- | ------- | ------- | ------- | ------- | ------- | ------- | ----- |
| Médaille d'or, Jeux olympiques      | Thea LaFond            | Dominique  | 14,32 m | 15,02 m | 14,46 m | 14,12 m | 14,43 m | —       | 15,02 m | NR    |
| Médaille d'argent, Jeux olympiques  | Shanieka Ricketts      | Jamaïque   | 14,61 m | 14,87 m | x       | x       | x       | 14,73 m | 14,87 m | SB    |
| Médaille de bronze, Jeux olympiques | Jasmine Moore          | États-Unis | x       | 14,67 m | x       | 14,16 m | x       | x       | 14,67 m | SB    |
| 4                                   | Liadagmis Povea        | Cuba       | 14,28 m | x       | 14,39 m | 14,25 m | 14,64 m | 14,56 m | 14,64 m |       |
| 5                                   | Leyanis Pérez          | Cuba       | 14,62 m | 14,12 m | 14,50 m | 14,37 m | 14,42 m | x       | 14,62 m |       |
| 6                                   | Ana Peleteiro-Compaoré | Espagne    | 14,55 m | 13,73 m | 14,52 m | 14,59 m | 14,26 m | 14,31 m | 14,59 m |       |
| 7                                   | Ackelia Smith          | Jamaïque   | 13,88 m | x       | 14,15 m | 13,86 m | 13,91 m | 14,42 m | 14,42 m |       |
| 8                                   | Dariya Derkach         | Italie     | 14,14 m | 14,08 m | 13,79 m | x       | x       | 13,79 m | 14,14 m |       |
| 9                                   | Keturah Orji           | États-Unis | 13,97 m | x       | 14,05 m | NC      | NC      | NC      | 14,05 m |       |
| 10                                  | Elena Taloș            | Roumanie   | x       | x       | 14,03 m | NC      | NC      | NC      | 14,03 m |       |
| 11                                  | Maryna Bekh-Romanchuk  | Ukraine    | x       | x       | 13,98 m | NC      | NC      | NC      | 13,98 m |       |
| 12                                  | Ilionis Guillaume      | France     | x       | 13,78 m | x       | NC      | NC      | NC      | 13,78 m |       |

### Qualifications
Les 12 meilleures sauteuses se qualifient pour la finale.
| Rang | Groupe | Athlète                | Pays        | Essais  | Essais  | Essais  | Marque  | Notes |
| Rang | Groupe | Athlète                | Pays        | 1       | 2       | 3       | Marque  | Notes |
| ---- | ------ | ---------------------- | ----------- | ------- | ------- | ------- | ------- | ----- |
| 1    | B      | Leyanis Pérez          | Cuba        | x       | 14,29 m | 14,68 m | 14,68 m | Q     |
| 2    | B      | Shanieka Ricketts      | Jamaïque    | 14,47 m | —       | —       | 14,47 m | Q     |
| 3    | A      | Jasmine Moore          | États-Unis  | 14,43 m | —       | —       | 14,43 m | Q, SB |
| 4    | A      | Liadagmis Povea        | Cuba        | 14,39 m | —       | —       | 14,39 m | Q     |
| 5    | B      | Ana Peleteiro-Compaoré | Espagne     | 14,36 m | —       | —       | 14,36 m | Q     |
| 6    | B      | Dariya Derkach         | Italie      | 14,19 m | 14,35 m | —       | 14,35 m | Q     |
| 7    | A      | Thea LaFond            | Dominique   | x       | 14,35 m | —       | 14,35 m | Q     |
| 8    | A      | Maryna Bekh-Romanchuk  | Ukraine     | 14,30 m | x       | 14,09 m | 14,30 m | q     |
| 9    | B      | Elena Taloș            | Roumanie    | x       | 14,23 m | 14,21 m | 14,23 m | q     |
| 10   | A      | Ackelia Smith          | Jamaïque    | 14,08 m | 13,98 m | 14,09 m | 14,09 m | q     |
| 11   | B      | Keturah Orji           | États-Unis  | 13,58 m | x       | 14,09 m | 14,09 m | q     |
| 12   | B      | Ilionis Guillaume      | France      | 13,82 m | 13,58 m | 14,05 m | 14,05 m | q     |
| 13   | A      | Diana Ana Maria Ion    | Roumanie    | x       | x       | 14,03 m | 14,03 m |       |
| 14   | B      | Tori Franklin          | États-Unis  | 13,84 m | 14,02 m | 13,82 m | 14,02 m |       |
| 15   | B      | Charisma Taylor        | Bahamas     | 14,01 m | 13,98 m | 13,71 m | 14,01 m |       |
| 16   | A      | Tuğba Danışmaz         | Turquie     | x       | 13,97 m | 13,95 m | 13,97 m |       |
| 17   | A      | Saly Sarr              | Sénégal     | x       | 13,96 m | 11,72 m | 13,96 m |       |
| 18   | A      | Neja Filipič           | Slovénie    | 13,75 m | 13,78 m | 13,85 m | 13,85 m |       |
| 19   | A      | Maja Åskag             | Suède       | 13,79 m | 13,63 m | x       | 13,79 m |       |
| 20   | B      | Kimberly Williams      | Jamaïque    | 13,77 m | 13,09 m | 13,76 m | 13,77 m |       |
| 21   | A      | Gabriela Petrova       | Bulgarie    | 13,77 m | x       | 13,67 m | 13,77 m |       |
| 22   | B      | Rūta Kate Lasmane      | Lettonie    | 13,76 m | 11,43 m | 13,54 m | 13,76 m |       |
| 23   | B      | Sharifa Davronova      | Ouzbékistan | 13,74 m | x       | 13,55 m | 13,74 m |       |
| 24   | B      | Zeng Rui               | Chine       | 13,03 m | 13,69 m | 13,36 m | 13,69 m |       |
| 25   | A      | Dovilė Kilty           | Lituanie    | 13,63 m | 13,51 m | 13,64 m | 13,64 m |       |
| 26   | A      | Ottavia Cestonaro      | Italie      | 13,63 m | x       | 13,48 m | 13,63 m | SB    |
| 27   | A      | Gabriele dos Santos    | Brésil      | x       | 13,63 m | 13,48 m | 13,63 m |       |
| 28   | B      | Mariko Morimoto        | Japon       | x       | 13,40 m | 13,19 m | 13,40 m |       |
| 29   | B      | Olha Korsun            | Ukraine     | 13,06 m | x       | x       | 13,06 m |       |
| 30   | B      | Diana Zagainova        | Lituanie    | x       | x       | 12,86 m | 12,86 m |       |
|      | A      | Senni Salminen         | Finlande    |         |         |         |         | DNS   |

## Légende
Records et Performances
- AR : Record continental (area record)
- CR : Record des championnats (championship record)
- MR : Record du meeting (meet record)
- NR : Record national (national record)
- OR : Record olympique (olympic record)
- PR : Record paralympique (paralympic record)
- PB : Record personnel (personal best)
- SB : Meilleure performance personnelle de la saison (season's best)
- WL : Meilleure performance mondiale de l'année (world leader)
- WJR : Record du monde junior (world junior record)
- WR : Record du monde (world record)

Circonstances et Conditions
- DNF : N'a pas terminé (did not finish)
- DNS : N'a pas pris le départ (did not start)
- DQ : Disqualification (disqualification)
- NM : Aucun essai valable enregistré (No Mark)
- Q : Qualifié « directement » au prochain tour (ou à la prochaine compétition), lors d'une compétition majeure, grâce au classement ou à la réalisation des minima (automatic qualifier)
- q : Qualifié au prochain tour (ou à la prochaine compétition), lors d'une compétition majeure, grâce au repêchage ou à la réalisation de l'une des meilleures performances parmi celles des « non qualifiés directement » (grâce au meilleur temps ou à la meilleure distance par exemple) (secondary qualifier)